# مالی محاسباتی
مالیه محاسباتی یک حوزه میان رشته‌ای است که بر بینش محاسباتی، مالیه ریاضیاتی، روش‌های عددی و شبیه‌سازی کامپیوتری تکیه می‌کند و براساس آن تصمیماتی جهت معامله، پوشش سرمایه و سرمایه‌گذاری می‌گیرد و همین‌طور مدیریت ریسک این تصمیمات را تسهیل می‌کند. هدف فعالان مالیه محاسباتی، تعیین دقیق ریسک مالی یک ابزار مالی خاص، با استفاده از روش‌های گوناگون است.
این رشته یکی از گرایش‌های رشته مالی (مدیریت مالی) در مقطع دکتری می‌باشد.

از کتاب‌های مطرح این رشته می‌توان به مبانی مهندسی مالی و مدیریت ریسک نوشته جان هال اشاره کرد در این کتاب سعی شده است چگونگی کارکرد ابزارهای مشتقه، بازارهای آتی و اوراق اختیار معامله، نحوه استفاده از آن‌ها و نیز ساز و کار تعیین قیمت در این بازارها بررسی شود. در فصل نخست کتاب، بازارها و تاریخچه هر یک از بازارهای قراردادهای آتی و اختیار معاملات بازگو شده سپس نحوه استفاده پوشش دهندگان ریسک، سفته‌بازان و آربیتراژگران از این بازارها تشریح شده است. برخی دیگر از مباحث این کتاب عبارتند از: ساز و کار بازار و تعیین قیمت‌های قراردادهای آتی و پیمان‌های آتی، راهبردهای پوشش ریسک در بورس با استفاده از قراردادهای آتی، بازارهای نرخ بهره، ساز و کار بازارهای اختیار معامله، راهبردهای معاملاتی با استفاده از قراردادهای اختیار معامله، پارامترهای ریسک اختیار معامله و …

ابزارهای مشتقه که تا به امروز فقط در کلاس‌های مالی ایران تدریس می‌شود، امروزه به واقعیت مورد عمل در بورس‌های اوراق بهادار و کالایی کشور تبدیل شده است. از اینرو، این کتاب نه تنها مورد نیاز دانشگاه‌های کشور، بلکه مورد استفاده کارگزاران، مدیران سرمایه‌گذاری و بسیاری از دست‌اندرکاران بازار سرمایه خواهد بود. استفاده از ابزارهای مشتقه در ایران از سر تفنن یا تصنع نیست. بازار سرمایه کشور به درجه‌ای از بالندگی رسیده است که انتشار مقالات و کتاب‌های مالی پیشرفته‌ای را طلب می‌کند. اینجا هر دارایی مالی به نیازی پاسخ می‌دهد؛ مشکلی را حل می‌کند؛ تنوعی را ارائه می‌دهد، یعنی حق انتخاب می‌دهد؛ ریسکی را کاهش می‌دهد؛ منابعی را تجهیز می‌کند؛ … بنابراین طراحی هر یک از ابزارهای مشتقه برای بازار سرمایه کشور می‌باید به نیاز روشنی در اقتصاد ایران پاسخ دهد.